# Pyrgocythara metria
Pyrgocythara metria är en snäckart som först beskrevs av Dall 1903.  Pyrgocythara metria ingår i släktet Pyrgocythara och familjen kägelsnäckor. Inga underarter finns listade i Catalogue of Life.